# Моджеве (Мазовецьке воєводство)
Моджеве (пол. Modrzewie) — село в Польщі, у гміні Щутово Серпецького повіту Мазовецького воєводства.
Населення — 59 осіб (2011).
У 1975—1998 роках село належало до Плоцького воєводства.

## Демографія
Демографічна структура станом на 31 березня 2011 року:
|          | Загалом | Допрацездатний вік | Працездатний вік | Постпрацездатний вік |
| -------- | ------- | ------------------ | ---------------- | -------------------- |
| Чоловіки | 27      | 5                  | 19               | 3                    |
| Жінки    | 32      | 9                  | 14               | 9                    |
| Разом    | 59      | 14                 | 33               | 12                   |